# Plaine abyssale
Pour les articles homonymes, voir Abysses et Abyss.
La plaine abyssale est la partie plate de la zone abyssale océanique (grands fonds marins), en général entre 5 000 et 6 000 mètres.
Elle s'étend sur environ 307 millions de km², au-delà du plateau continental dont la profondeur est inférieure à 200 mètres. Elle est reliée à ce dernier par le talus continental, terrain dont la pente est accentuée.
À l'opposé du plateau continental, la plaine abyssale est souvent bornée par une dorsale océanique et localement par des fosses océaniques encore plus profondes. Autrefois inaccessibles, on a commencé à les exploiter pour la pêche en eaux profondes, avant d'y envisager et tester la collecte de nodules polymétalliques ou, à plus grande profondeur, de concrétions minérales accumulées autour des cheminées de sources hydrothermales dites fumeurs noirs.
On y pensait toute vie impossible, mais dans les années 1970 on a commencé à y trouver de nombreuses espèces vivantes, tout comme, par après, dans les très grands fonds sur les cheminées hydrothermales.

## Formation
Le plancher de la plaine abyssale est constitué par la lithosphère océanique créée au niveau des dorsales océaniques, plus précisément grâce à son rift (qui est une déchirure de la croute terrestre matérialisée par un fossé d'effondrement parcourue par de nombreuses fissures éruptives qui sont couramment des failles normales) car le rift se forme après étirement de l'écorce terrestre. 
La théorie de la tectonique des plaques explique que ce plancher s'éloigne progressivement de la dorsale sous l'activité géologique. Souvent associé à la poussée du magma remontant au niveau de cette dorsale (vitesse de 2 à 20 cm par an selon les dorsales) se ferait en fait selon une des trois hypothèses suivantes :
1. Le phénomène de subduction permet la sortie de magma au niveau de la dorsale. La plaque océanique en plongeant entraîne un élargissement au niveau de la dorsale.
2. Les mouvements de convection à l'intérieur du manteau entraîneraient la plaque océanique.
3. Ces deux hypothèses réunies.

Finalement c'est ce phénomène apparent qui contribuerait à la formation et l'élargissement des océans : c'est par exemple ainsi que l'océan Atlantique s'est formé (initialement le Brésil et la côte Ouest de l'Afrique étaient adjacents).
La plaine abyssale est pratiquement plate. Les reliefs sont d'autant moins accentués que la vitesse de production du magma par la dorsale océanique est forte.
Les plaines abyssales représentent 65 % à 77 % de la surface des océans mais ne sont pas encore cartographiées de manière détaillée à l'heure actuelle (seuls 5 % des fonds marins terrestres le sont).

## Sédiments
La plaine abyssale est recouverte de sédiments. Ces sédiments ont deux origines :
- le transport de sédiments depuis la côte résultant de l'érosion des continents. Ces sédiments ont tendance à s'accumuler au pied du talus continental formant le glacis continental.
- des sédiments organiques d'origine océanique formés par les squelettes de plancton et d'autres débris venus de la surface de l'océan.

La couche de sédiments est plus importante au pied du talus continental ; la sédimentation d'origine océanique est très faible (de l'ordre de 1 cm tous les 1 000 ans). La partie de la plaine abyssale proche de la dorsale océanique est la plus pauvre en sédiment car elle est de formation récente.

## Vie

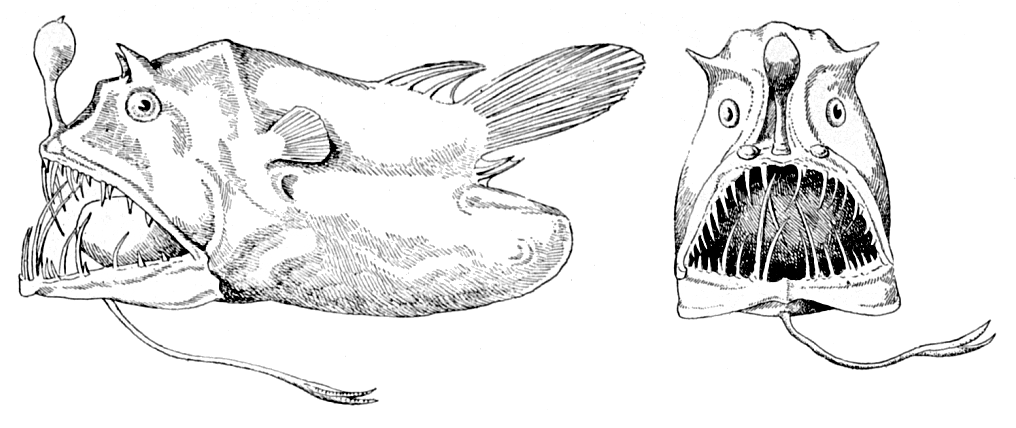
Linophryne lucifera, un poisson abyssal avec un appendice frontal bioluminescent.

La plaine abyssale ont longtemps été supposées peu propices à la vie marine, contrairement à la marge continentale et à certaines parties des dorsales océaniques. Les seules sources de nourriture pour des organismes « classiques » seraient les débris en provenance de la surface. La température est proche de 0 ou négative ; les pressions sont très fortes ; la photosynthèse, en l'absence de lumière, ne peut pas se réaliser.
Pourtant, c'est dans ce milieu que certains scientifiques[Qui ?] placent le début de la vie telle que nous la connaissons, et le nombre d'espèces à y découvrir est actuellement évalué entre 38 et 76 millions contre les 1,4 million considérés pour le reste de la Terre, que ce soit d'un point de vue terrestre ou marin (faibles profondeurs)[réf. nécessaire]. On peut actuellement dire que les abysses sont le plus gros réservoir de vie de la Terre.
Découverts depuis maintenant plusieurs dizaines d'années, les taxons des archaea extrémophiles bouleversent les connaissances sur les organismes vivants. Les micro-organismes qui sont à l'origine de la chaîne alimentaire abyssale tirent leur énergie non du soleil comme les autotrophes, mais plutôt de composés chimiques, comme les composés soufrés ; ce sont des organismes chimiotrophes. Au fond des océans, là où le manteau est en contact avec l'eau, la température est plus élevée qu'en pleine eau et la vie abonde. Plus haut dans la chaîne alimentaire, on trouve de nombreux organismes bioluminescents.

## Liste de plaines abyssales
Océan Atlantique
- plaine du Labrador
- plaine Irminger
- plaine de l'Islande
- plaine norvégienne
- plaine du Cap Vert
- plaine de la Sierra Leone
- plaine de la Guinée
- plaine de l'Angola
- plaine du Cap
- plaine de l'Argentine
- plaine du Brésil
- Plaine de la Guyane
- plaine du Mexique

Océan Indien
- plaine de l'Agulhas
- plaine du Natal
- plateau des Mascareignes
- plaine de la Somalie
- plaine de l'Arabie
- plaine centrale de l'océan Indien
- plaine des Andamans
- plaine de Wharton
- plaine de Perth
- plaine de Crozet
- plaine atlantico-indienne
- plaine du nord de l'Australie
- plaine du sud de l'Australie

Océan Pacifique
- Plaines de Célèbes
- plaine de la Chine du sud
- plaine des Carolines occidentale
- plaine des Carolines orientale
- plaine de la mer de Corail
- plaine de Tasmanie
- plaine du sud des Fidji
- plaine du nord des Fidji
- plaine de Mélanésie
- plaine du Pacifique Nord-Ouest
- plaine du Japon
- plaine des Kouriles
- plaine centrale du Pacifique
- plaine du sud-ouest Pacifique
- plaine du sud-est Pacifique
- plaine du Chili
- plaine du Pérou
- plaine du Guatemala